# عيال قحطان (مسلسل)
عيال قحطان هو مسلسل درامي بدوي أردني يمني مشترك من إنتاج شركة سقطرى ميديا للإنتاج التلفزيوني وشركة أوام للإنتاج الفني والتلفزيوني وقناة المهرية الفضائية، وإخراج بسام المصري وسيناريو محمد الحجاحجة، ومن بطولة فهد القرني وإيمان باسم وقاسم عمر وزيدون العبيدي، تم تصوير العمل في كل من اليمن والأردن وشارك في التمثيل ممثلين من كلا البلدين.

## نبذة عن المسلسل
تدور قصة المسلسل حول الشيخ قحطان سيد القبيلة، والذي يسعى لأن تكون قبيلته من أقوى القبائل لتصبح مكتفية بكل مقومات الحياة، من خلال جهود رجالها، حيث يقود «ماجد» ابن الشيخ قحطان العشيرة وزوجته الأولى «خضراء» التي أنجبت بلقيس الفارسة والشاعرة ورعد.
تنقسم العشيرة بين أبناء زوجتي الشيخ قحطان ماجد وراشد، ليبدأ بعدها التدخل الخارجي في شؤون القبيلة وسرقة مقدراتها وتاريخها، وصولاً إلى حادثة مقتل «رعد» التي تحولت إلى نقطة صراع شتتت القبيلة وفرقتها.
ملحمة عيال قحطان مدرسة يتعلم منها الكثيرون دروسهم في الرجولة والشجاعة والشموخ والتسامي على الجراح، رغم التشرد والجوع والعطش، وهي تاريخ يروى وسيرة تتجدد، وتبدأ العشيرة في التجمع من جديد لمواجهة الغريب وإعادة بناء القبيلة وأمجادها.

## طاقم العمل
| الممثل             | الدور       |
| ------------------ | ----------- |
| قاسم عمر           | الشيخ قحطان |
| فهد القرني         | الشيخ متعب  |
| إيمان باسم         | بلقيس       |
| زيدون العبيدي      | ماجد        |
| ديانا رحمة         | حربة        |
| مبروك متاش         | راشد        |
| نوال عاطف          | سلمى        |
| علاء الجمل         | هاجم        |
| صالح الصالح        | رعد         |
| ناريمان عبد الكريم | فضيلة       |
| فاطمة الخالدي      | خضراء       |
| حابس حسين          | هزاع        |
| هشام هنيدي         | ساري        |
| جهاد منصرة         | مايكل       |
| نوفل البعداني      | زوبع        |
| نبيلة الجيلاني     | أروى        |
| أحمد كلشات المهري  | ارثم        |
| نبيل السمح         | صيتان       |
| أنور خليل          | أبو مروة    |
| فداء أبو حماد      | هلالة       |
| خليل شحادة         | أبو محارب   |
| وضاح السقطري       | صلبوخ       |
| سارة الأغاء        | سمرة        |
| وسام البريحي       | عساف        |
| منذر خليل          | فهيد        |
| الحارث المصري      | فلاح        |